# روحیه جمعی

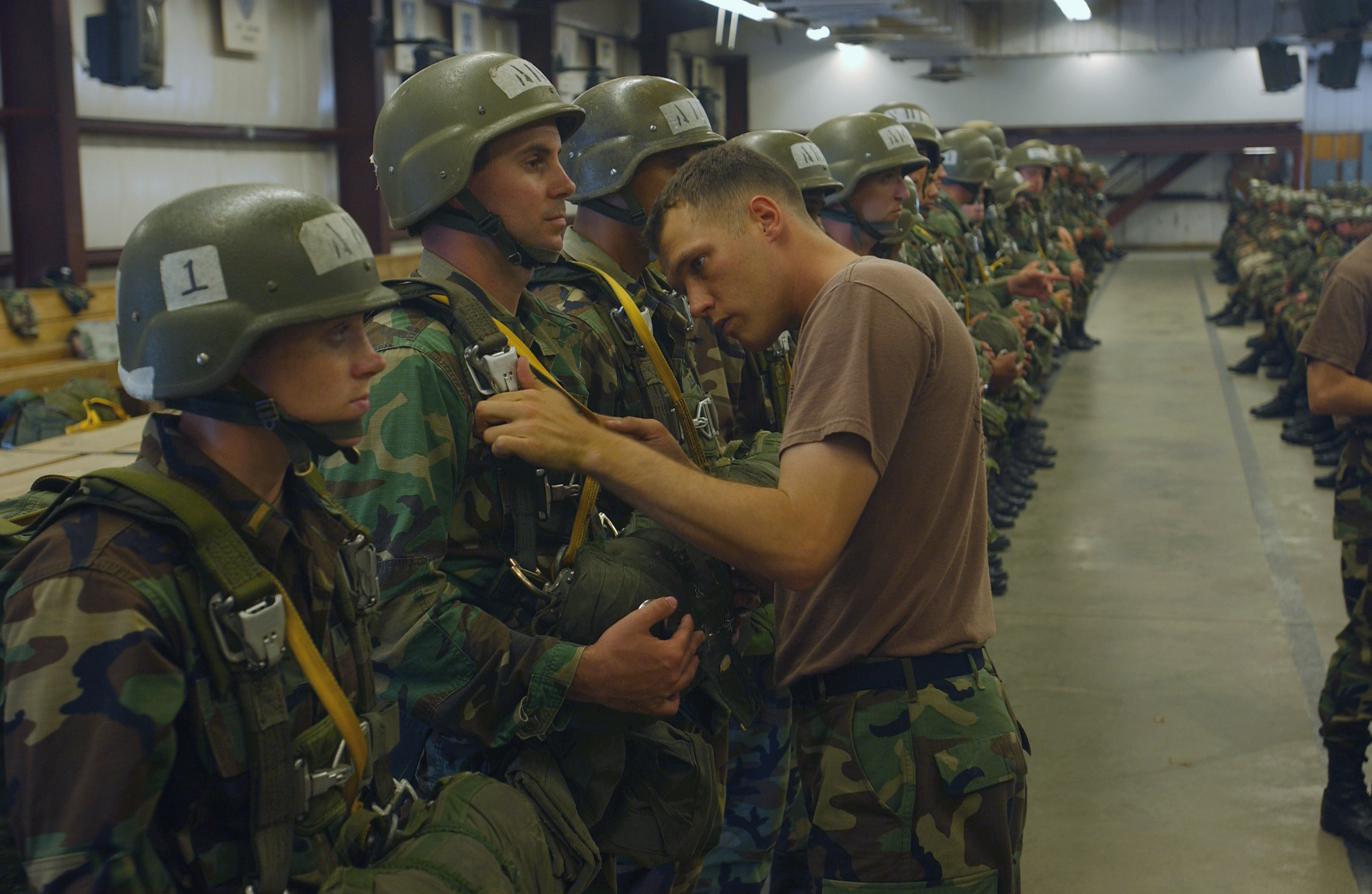
نمایی از دانشجویان نظامی مدرسه چتربازی، در فورت بنینگ (۲۰۰۴). به منظور روحیهٔ جمعی، قبل از اولین پرش، دانشجویان توسط استادانِ خود، بازرسی می‌شوند. تمرین‌هایی از این‌قبیل، معمولا باعث ایجاد روحیه در واحدها می‌گردد.

روحیهٔ جمعی (به انگلیسی: Morale؛ به فرانسوی: esprit de corps) ظرفیت اعضای یک گروه است در حفظ اعتقاد به هدف یا کارایی یک نهاد به‌ویژه در هنگام بروز سختی‌ها و بالا گرفتن مخالفت‌ها.